# 漢式鎮墓獸
漢式鎮墓獸係稱源於中原，與漢朝文化一脈相承所發展出的鎮墓獸。以中國犀牛為原型，是犀牛不斷模糊、神話化而來的產物。漢式鎮墓獸為兩個鎮墓獸發展高峰的過渡期，上繼楚式鎮墓獸，下啟隋唐複合式鎮墓獸。

## 地理分佈
主要發現於今渝東地區，從涪陵以東至巫山的長江沿線及其周邊地區，湖北亦有出現，像是巴東東瀼口、襄樊市市區、湖北當陽等地，均有少量出土。魏晉時期鎮墓獸的出土以洛陽最集中，山東省的諸城、山西省的邊城以及甘肅省的酒泉、嘉峪關等地亦有少量發現。

## 造型特徵

### 秦漢時期
西漢早期的鎮墓獸多為前肢趴伏，後肢欲蹬的翼獸造型。西漢晚期出現了四肢直立、頭長一尖角的鎮墓獸，姿態與先前的翼獸大不相同。
東漢早期中原陶製的鎮墓獸造型較統一，有尖長獨角和尾巴，渾圓矮胖，四蹄踏地，動作結實穩重，似馬的身軀。東漢中晚期的鎮墓獸造型比例更加低矮，不再強調獨角的長度尖利，甚至彎曲了起來。

### 魏晉時期
三國東吳的鎮墓獸雖然樣本少，但具有過渡色彩。仍維持著東漢晚期鎮墓獸的造型，但也出現新的形式：在脊背和軀幹兩側分別平均出現三顆泡飾，這種裝飾方法和未來的西晉鎮墓獸埋下了伏筆。同時也首次出現仰面的鎮墓獸。
西晉的鎮墓獸以站立者為多，造型也變得更加靈動。多用泥質灰陶模製而成，細部再用雕刻或泥塑添加修飾，較三國時期的作品精緻。西晉中晚期鎮墓獸身體比例變為修長，鎮墓獸的視線再度向下，背脊順著線條飾有三到五顆的泡飾，形象似犀牛，故出土時常被稱為「陶犀牛」，亦被附會為「窮奇」。
西魏到北周時期俯臥式鎮墓獸經常可見全身撲滿鱗片的造型。南朝鎮墓獸又回到了三國以前的遲鈍姿態，多為四肢著地，身體渾圓厚重。北魏及十六國的鎮墓獸甚少，多為前肢打直的蹲踞姿。

### 製作
西漢至魏晉南北朝鎮墓獸製作方法，都是在模制陶胚加上捏造或雕刻的細節，並在素坯塗上一層白衣後，加上彩繪為主，只有在細部做工隨著時間的推移越趨精細。西晉時出現少數釉陶和瓷陶鎮墓獸，但僅有單色，直至盛唐時期三彩技術純熟，釉陶鎮墓獸的紋繪才得以模仿，三彩與彩陶兩者並行，紋飾也因三彩釉材料的特性，發展出唐代自成一格的鎮墓獸風格。

### 大小
除了西晉時期鎮墓獸尺寸與墓室規模的大小變化有關外，東漢、十六國以及北朝各代的鎮墓獸尺寸，與其所在的墓室的大小並無特別的關聯。各朝間鎮墓獸的大小差異也不大。但可觀察出鎮墓獸長高比，由東漢至南朝、十六國普遍出現的2:1至3:2，甚至5:1這樣差距極大的長高比，演變北朝通行的1:1，反映了鎮墓獸由四肢著地的俯衝姿的馬匹、長獸型，改為前肢直立的蹲踞姿的狗型獸造型變化。

## 功能
漢式鎮墓獸應予「山神」、「土伯」的功能相近，為地下幽都的守護者。鎮墓獸多放置於墓室前半部的一側，位於墓門通道的交接處，顯示其防惡鎮邪的鎮墓功能。東漢至北朝的鎮墓獸，其功用可能較趨「引魂升天」的守護神。

## 擺放位置
漢代鎮墓獸多放置於墓室前半部的一側，位於墓門通道的交接處
魏晉南北朝時期，鎮墓獸出土的位置並未統一。大致是有下列幾種較常見的情形：只出土鎮墓獸的墓，不論早晚，皆居中放置，一般置於墓室前端中央，近俑道或通道內。鎮墓獸俑同出的墓，一般在墓室前部近勇道或俑道內左右置鎮墓獸俑，俑左而獸右。西晉中期獸俑前後，西晉晚期為獸俑並列。

## 外來元素與文化意涵
楚式鎮墓獸與先秦的中原翼獸分屬不同信仰體系。前者為長江以南的楚巫信仰，後者為中原北方的升仙信仰。兩者在其造型在西漢的中原進行統合，成為影響東漢與東吳鎮墓獸的元素之一。楚式鎮墓獸則在四川地區獨自發展，於東漢末隨著楚巫信仰逐漸消失，但其造型卻影響了東吳的鎮墓獸，是北朝鎮墓獸人面造型傳統的雛型來源之一。江蘇省出土之漢代畫像石中的鎮墓獸，取代了升仙圖中牛、馬車的位置，足以證明西晉時期鎮墓獸「引魂升天」的功能應大於「鎮墓威嚇」的意涵。
東漢到西晉，反映了政治和民族遷徙的混亂，鎮墓獸揉雜各地風格，極難清楚分析哪種風格孰先孰後，亦或哪種風格影響較大些。但可確知，此時期至少有新疆、中原、四川三股文化的造型風格存在。例如東漢末與西晉時期的中原馬型鎮墓獸的造型發源於新疆；東漢至西晉的馬型特徵和翹尾是受塞外影響而非本土造型。
雖然鎮墓獸造型是多種文化交流的結果，但至北魏以前，以文化族群的分布範圍來看，使用鎮墓獸式漢地的習俗。而北魏使用鎮墓獸的原因應為是遊牧民族入主中原後，吸收漢人葬俗禮制的結果，即為北魏胡人貴族在進行漢化過程中的一環。因此此時期的鎮墓獸加入了胡人、粟特人造型元素。宗教方面，北朝佛教盛行，而佛教、祆教對鎮墓獸的影響，可能主要是在使用型式與造型方面。例如佛教中佛說法，雙師立於佛座下的圖像在北魏流傳普遍，而石窟中這些蹲踞於佛座輛旁的小獅，身形姿勢與鎮墓獸相似。因此此時期鎮墓獸「引導死者升天」的功用外，應多少帶有護法般「護鎮」的作用。隨著佛教在中原昌盛，加強鎮墓獸造型與佛教元素的關係，盛唐時鎮墓獸的擬人造型被擴大，甚至出現類似由武士俑演變而成的天王塑像，顯示佛教元素在唐朝時逐漸壓過北朝的遊牧文化，北朝信仰在唐代被佛教文化影響，並重新詮釋的現象。

## 與楚式鎮墓獸的關係
與楚式鎮墓獸複雜的型態與演變相較，漢式鎮墓獸的造型相對固定統一。且兩者在形態上僅有皆有「口吐長舌」的相似處，很難看出兩者間有什麼直接的傳承關係。
但是，隨葬鎮墓獸的葬俗與口吐長舌的意象，僅出現在渝東地區，可以說是東漢中晚期極具地域特色的現象。而秦漢以來，漢式鎮墓獸出土最多的渝東地區雖不斷有漢族移民移入，仍有大量的楚人後裔聚居，顯示楚文化在此地的影響力。
因此，楚文化「信巫鬼而好祠」、「吐舌神」的崇拜，對於渝東地區喪葬習俗與鎮墓獸的意象之影響是不能被忽略的。可以說，在本質上吸收了楚地部分的鬼神傳說與信仰。